# Karl Blossfeldt
Karl Blossfeldt (1865-1932) was een Duitse, internationaal bekende plantenfotograaf. Hij begon een opleiding als beeldhouwer en modelleur in een kunstgieterij en gebruikte bladeren als voorbeeld voor versieringen.
Op negentienjarige leeftijd begon hij op de school van het Berlijnse kunstnijverheidsmuseum (de latere Berlijnse Kunstacademie) een tekenopleiding. Zijn voorliefde ging echter uit naar de fotografie. Daarom deed hij van 1890 tot 1896 aan een project in Rome mee van zijn tekenleraar Moritz Meurer voor de vervaardiging van onderwijsmateriaal van ornamentaal versierde voorwerpen. In deze periode begon hij met het systematisch fotograferen van planten. In 1898 werd hij onderwijsassistent en in 1899 docent van het vak „Modellieren nach Pflanzen“ aan dezelfde school. Bruno Paul, vanaf 1907 schoolleider, beschouwde de lessen van Blossfeldt als achterhaald en behorend tot een voorbije periode uit de kunstgeschiedenis. Pogingen om Blossfeldt te ontslaan liepen echter op niets uit.
In de jaren twintig kwam zijn werk meer in de belangstelling te staan. In 1921 werd hij aan de school tot professor benoemd. In 1925 en 1926 volgden belangrijke tentoonstellingen van zijn werk en in 1928 verscheen de publicatie "Urformen der Kunst" die hem in één klap beroemd maakte tot ver buiten zijn geboorteland. Al in 1929 volgde een tweede druk en verscheen het boek ook in Londen, Parijs en New York.
Hij heeft ongeveer 6000 gedetailleerde zwart-witfoto's gemaakt van plantendelen, bladeren, stengels, bloemen, knoppen, takjes en vruchten.
De foto's waren vooral bedoeld om te gebruiken in zijn lessen.
Hij beschouwde zichzelf als amateurfotograaf en maakte zijn opnamen met een (waarschijnlijk) zelfgebouwde houten camera.
Verder zijn er foto's van hem gepubliceerd in 
- Wundergarten der Natur (1932) en
- Wunder der Natur (1942).
- De meest recente publicatie Karl Blossfeldt is die van 2004 uitgegeven door Taschen in een drietalig, Duits, Engels en Frans, boekwerk (ISBN 3-8228-3481-5).

## Fotogalerij

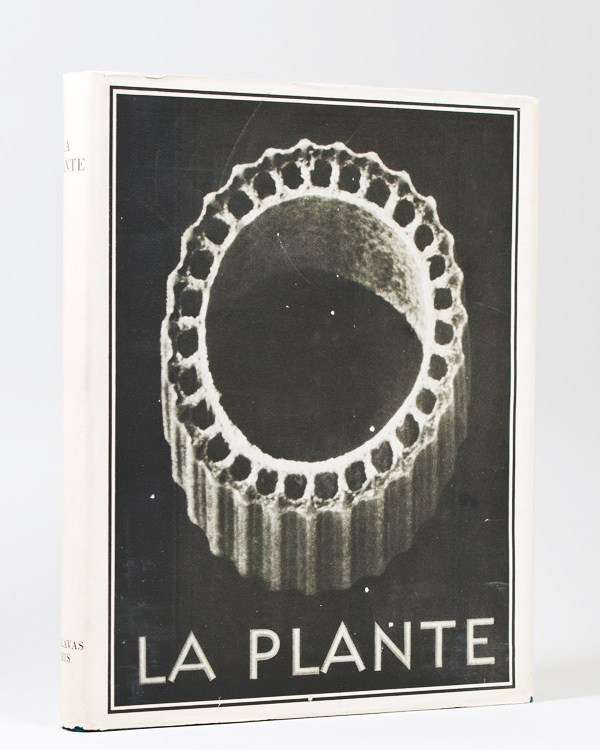
Cover boek uit 1929
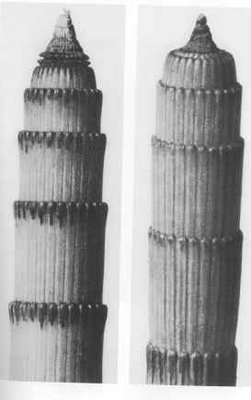
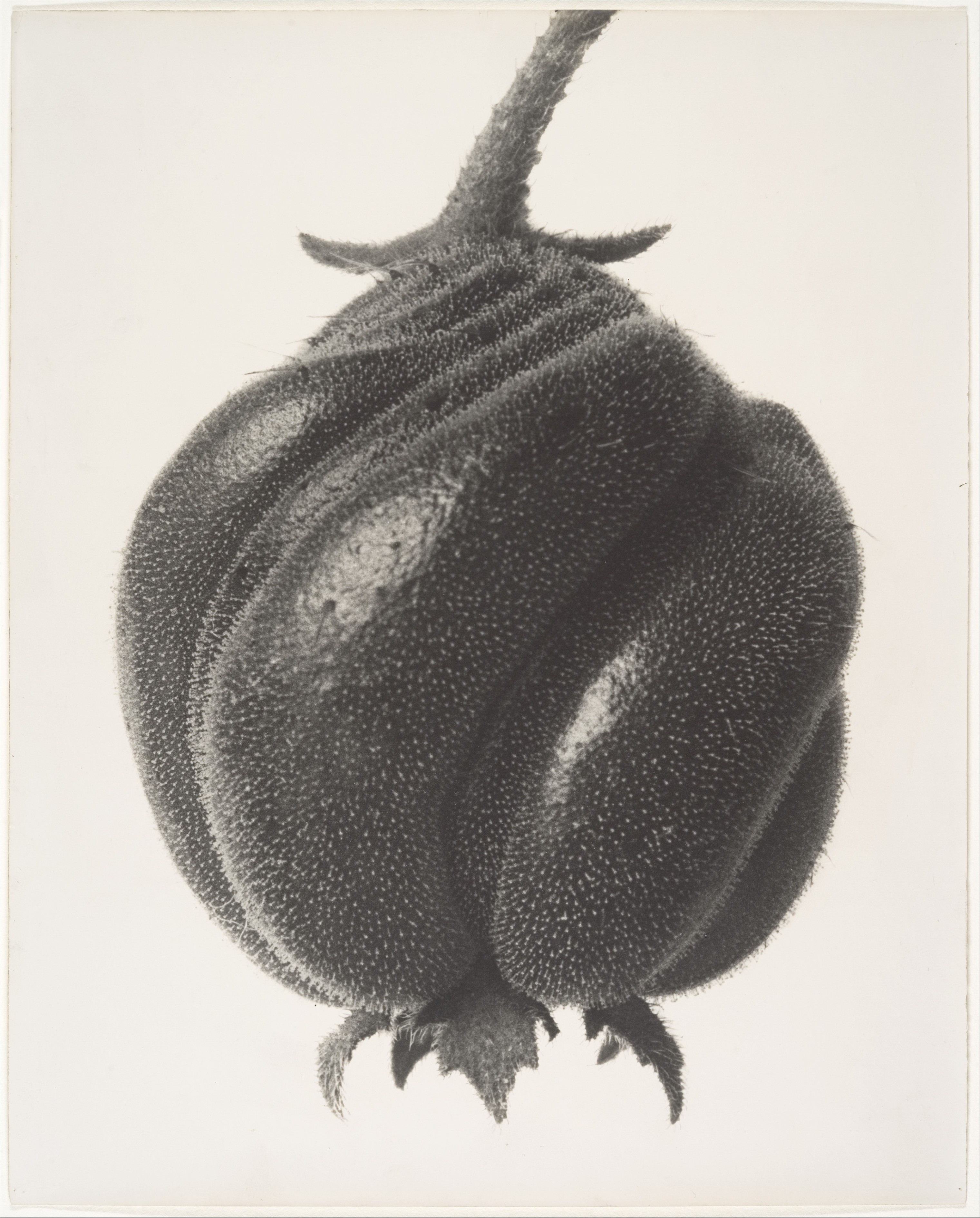
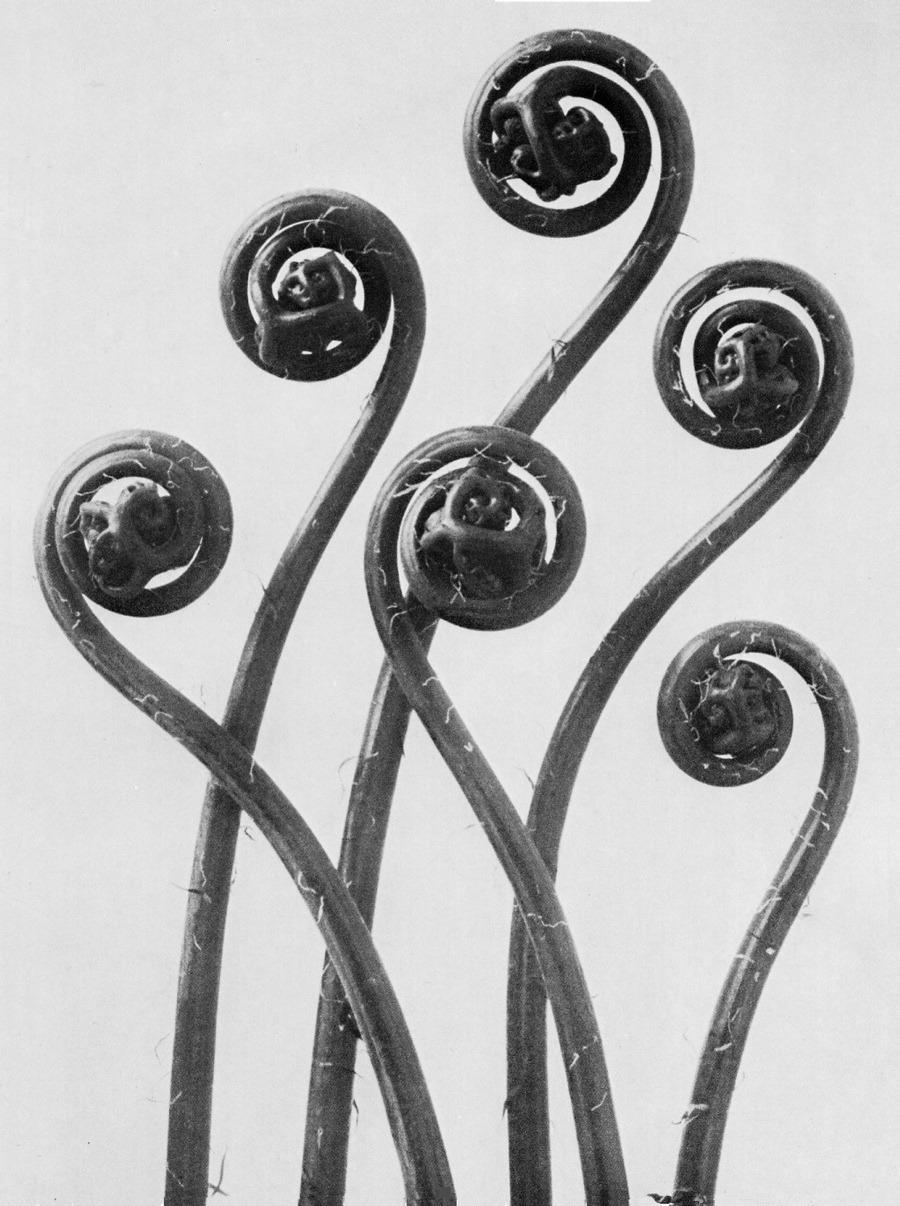
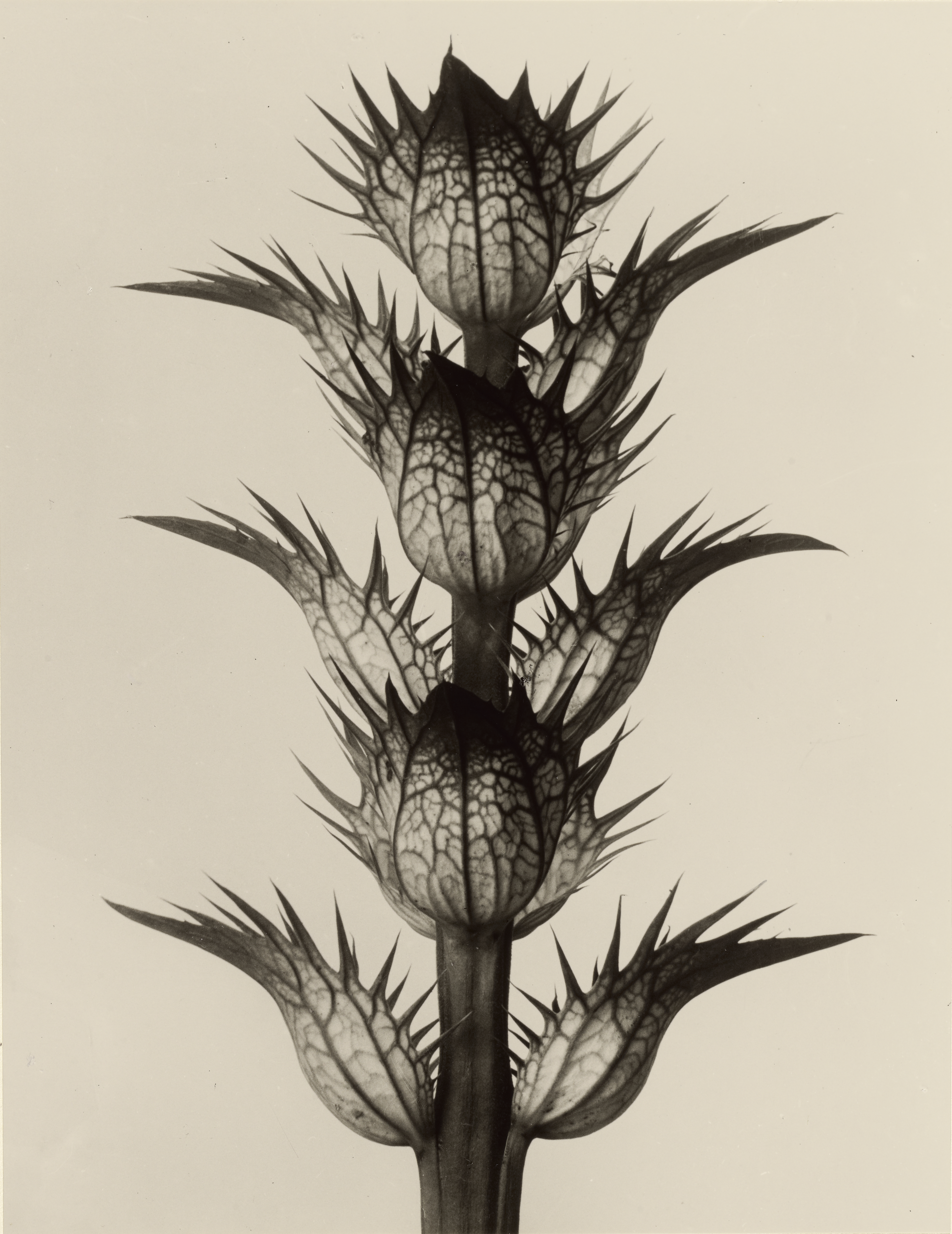
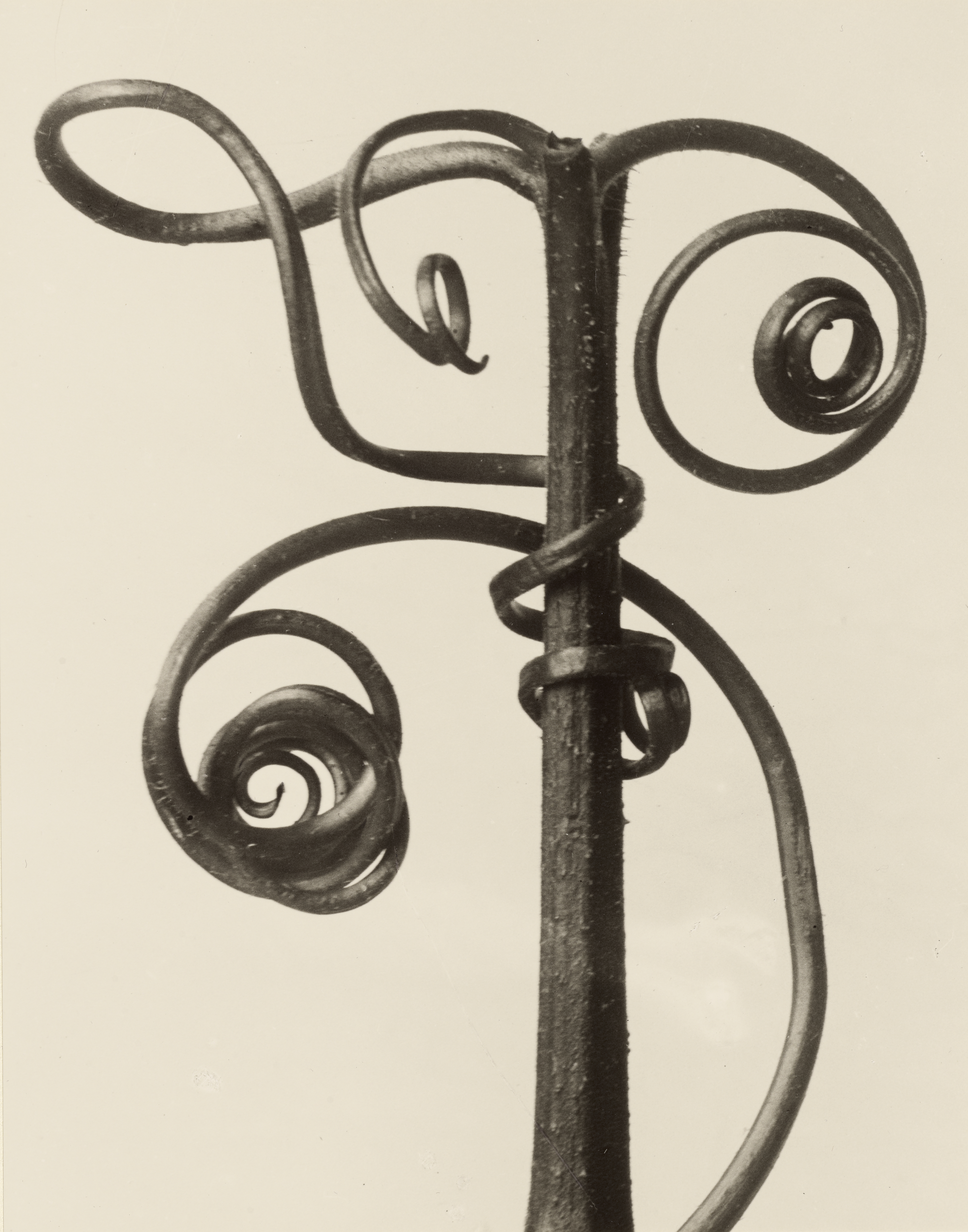
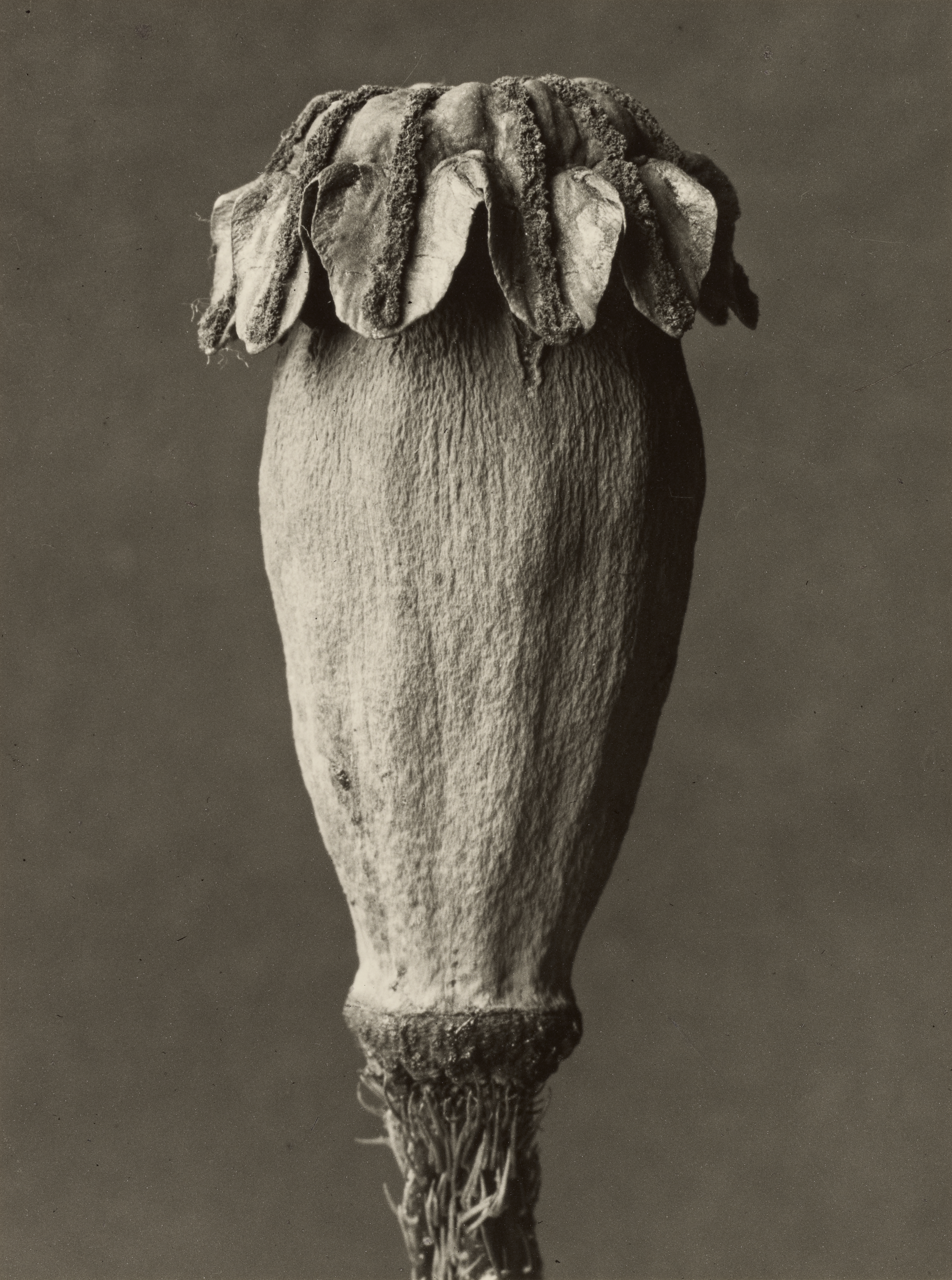
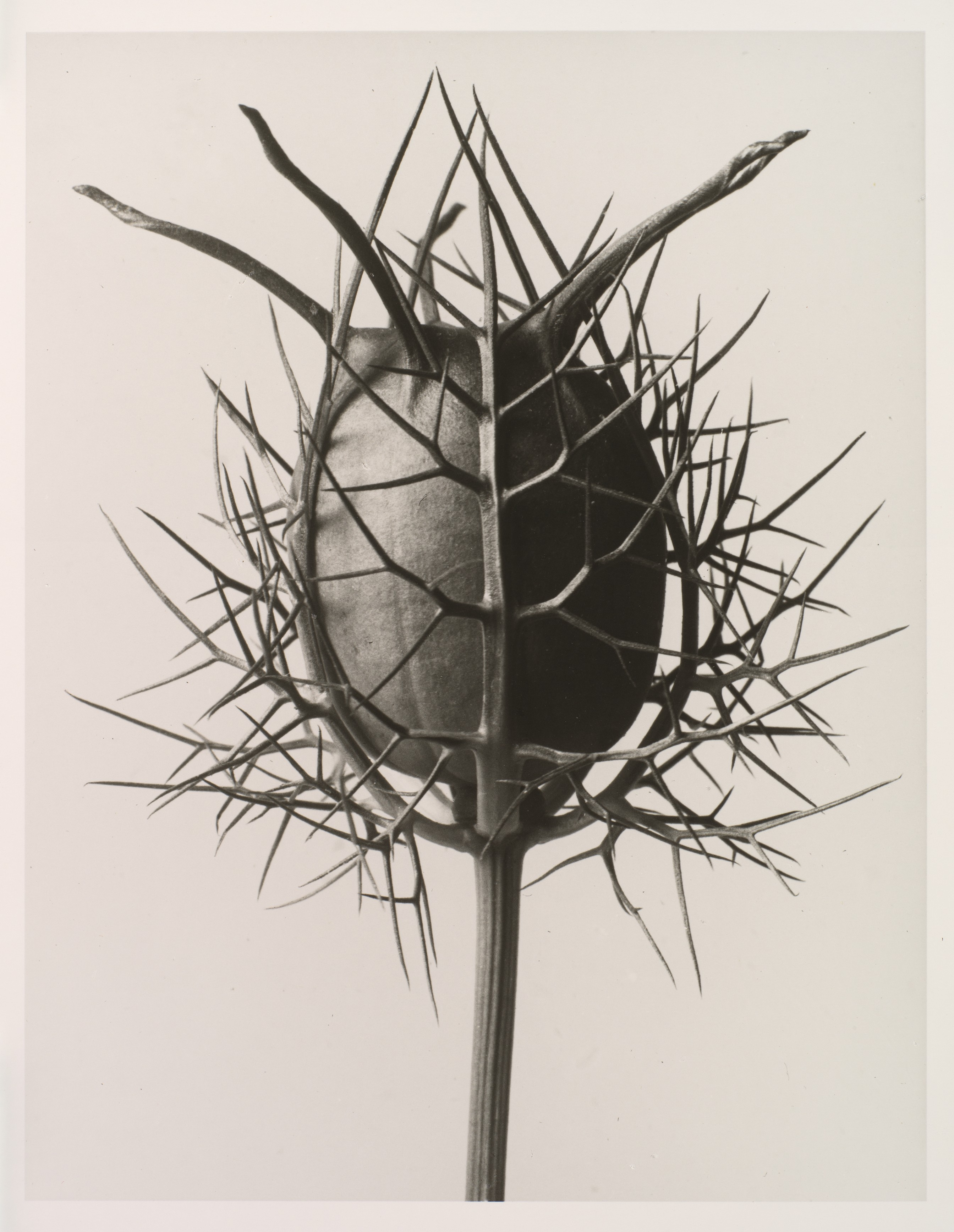

## Werk in openbare collecties (selectie)
- Rijksmuseum Amsterdam[1]

- Bibsys: 90791039
- Bibliothèque nationale de France: cb123373572 (data)
- Catàleg d'autoritats de noms i títols de Catalunya: 981061011462506706
- CiNii: DA07284686
- Stuttgart Database of Scientific Illustrators 1450–1950: 1100
- Gemeinsame Normdatei: 118511858
- International Standard Name Identifier: 0000 0001 0893 0446
- Library of Congress Control Number: n81070699
- Nationale Bibliotheek van Letland: 000213397
- Nationale Bibliotheek van Tsjechië: jcu2011675617
- Nationale bibliotheek van Australië: 35019586
- Nationale Bibliotheek van Israël: 987007458866305171
- Nederlandse Thesaurus van Auteursnamen: 097869678
- PIC: 2324
- Réseau des bibliothèques de Suisse occidentale: 02-A026735538
- RKD-Nederlands Instituut voor Kunstgeschiedenis: 133148
- LIBRIS: 294976
- Système universitaire de documentation: 03232135X
- Trove: 793902
- Union List of Artist Names: 500012385
- Virtual International Authority File: 44370692
- WorldCat: E39PBJqjYTgjQt3YQPXWgBhyh3